# The Wild
The Wild (literalment en català "El salvatge") és una pel·lícula estatunidenca/canadenca d'animació per ordinador, dirigida per Steve "Spaz" Williams, produïda per Clint Goldman, assistent produïda per Jim Burton i C.O.R.E. Feature Animation. Va ser distribuïda per Walt Disney Pictures el 14 d'abril de 2006, en els Estats Units.

## Argument
Al Zoo de Central Park a Nova York, Ryan, un lleó, està desolat per no rugir com el seu pare Samson. Aquest últim, per a encoratjar-lo, li conta les aventures que hauria viscut al món salvatge. Ryan decideix marxar sense res dir cap a aquest món salvatge per esdevenir un gran lleó com el seu pare. Adonant-se de la desaparició de Ryan, Samson comprèn que les històries que inventa posen en perill el seu fill. Decideix marxar a la seva recerca amb l'ajuda dels seus fidels amics, Larry l'anaconda, Benny Normal l'esquirol, Bridget la girafa, i un coala anomenat Nigel, que serveix de model als pelutxos novaiorquesos. Aquesta recerca els porta de la jungla urbana a la més salvatge encara d'Àfrica.

## Repartiment
En la versió original en anglès les veus principals van ser les següents:
- Kiefer Sutherland: Samson
- James Belushi: Benny
- Janeane Garofalo: Bridget
- Greg Cipes: Ryan
- Eddie Izzard: Nigel
- Richard Kind: Larry
- William Shatner: Kazar
- Patrick Warburton: Blaggar "Blag"
- Chris Edgerly: Cloak

## Crítica
- "Aquest és el tercer film d'animació seguit (després de 'Curious George' and 'Ice Age: El desglaç' que es dirigeix als nens però sense ambicions serioses per acontentar a tots, és a dir, als pares. Però per als xavals està bé.(...) Puntuació: ★★★ (sobre 3)."[6]
- "Mentre els nens riuen amb colomes juganeres i camaleons psicodèlics, els pares poden gaudir d'un guió sensible (...) A 'Wild', les armes més valuoses són l'honestedat, la tolerància i la capacitat de ser un mateix."[7]